# Beaconsfield
Pour les articles homonymes, voir Beaconsfield (homonymie).

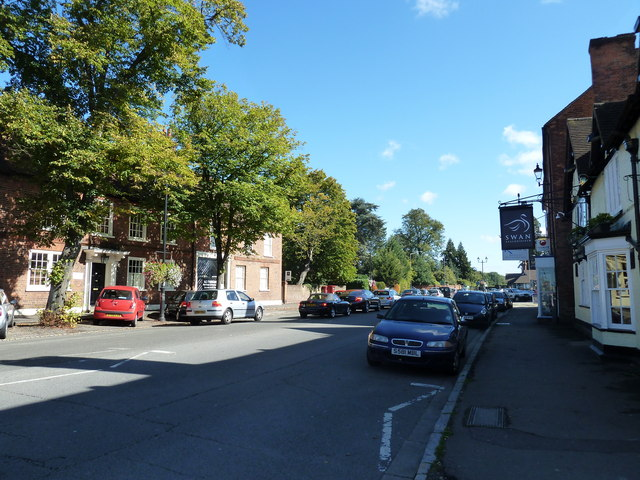

Beaconsfield est une ville du Royaume-Uni, située dans le Buckinghamshire (Angleterre).

## Géographie
Beaconsfield est située à environ 48 km (30 miles) au nord-ouest de Londres.

## Démographie
Beaconsfield est peuplée d'environ 12 000 habitants.

## Personnalités liées à la ville
- Enid Blyton
- Sarah Brown (1963-), l'épouse de l'ancien Premier ministre du Royaume-Uni, Gordon Brown, y est née ;
- Edmund Burke
- Benjamin Disraeli
- Christopher Frank
- Katharine Frye (1878-1959), actrice et suffragiste, y est morte
- Robert Frost
- Barry Gibb
- Romain Grosjean[réf. nécessaire]
- Tamara Karsavina (1885-1978), danseuse russe, y est morte.
- Godfrey Way Mitchell (1891-1982), ingénieur et entrepreneur, est mort à Beaconsfield.
- Airey Neave
- Gore Ouseley (1770-1844), entrepreneur, linguiste et diplomate, est mort à Beaconsfield.
- Terry Pratchett
- Peter Rogers
- Alison Uttley
- Edmund Waller
- Malcolm Young (AC/DC)

## Jumelage
Langres (France) depuis 1995